# Mount Wallace
Mount Wallace är ett berg i Antarktis. Det ligger i Västantarktis. Nya Zeeland gör anspråk på området. Toppen på Mount Wallace är 1 490 meter över havet.
Terrängen runt Mount Wallace är huvudsakligen kuperad, men österut är den platt. Trakten är obefolkad. Det finns inga samhällen i närheten.